# Nina Hoffmann
Nina Hoffmann, née le 2 août 1996 à Saalfeld, est une coureuse cycliste allemande spécialiste de VTT de descente.

## Palmarès en VTT

### Championnats du monde
- Braga 2018
  -  Championne du monde universitaire de descente
- Les Gets 2022
  -  Médaillée d'argent de la descente

### Coupe du monde
- Coupe du monde de descente 
  - 2019 : 4e du classement général
  - 2020 : 3e du classement général, vainqueur d'une manche
  - 2021 : 9e du classement général
  - 2022 : 4e du classement général, vainqueur d'une manche
  - 2023 : 2e du classement général, vainqueur d'une manche
  - 2024 : 5e du classement général

### Championnats d'Allemagne
- 2020
  -  Championne d'Allemagne de descente
- 2021
  -  Championne d'Allemagne de descente
- 2022
  -  Championne d'Allemagne de descente
- 2023
  -  Championne d'Allemagne de descente